# Карпов, Николай Филиппович
Николай Филиппович Карпов (15 июля 1914, Репьевка, Симбирская губерния — 10 сентября 1962, Куйбышев) — участник Великой Отечественной войны, командир взвода 59-го отдельного штурмового инженерно-сапёрного батальона (12-я штурмовая инженерно-сапёрная бригада, 51-я армия, 4-й Украинский фронт), лейтенант.

## Биография
Родился 15 июля 1914 года в с. Репьевка (ныне Новоспасского района Ульяновской области) в семье крестьянина. Русский.
В семье он был десятым ребёнком. Закончил 7 классов Репьёвской восьмилетней школы. Работал в колхозе.
В Красной Армии с 1940 года. Окончил школу младших командиров.
Участник Великой Отечественной войны с июня 1941. Весной 1944 года умело организовал работу сапёров при строительстве моста через Сиваш (Крымская область), взорвал несколько железобетонных дотов в тылу врага, чем обеспечил развитие наступления наших войск. Был тяжело ранен. После выздоровления принимал участие в освобождении от фашизма Болгарии, Румынии, Австрии.
Член ВКП(б) с 1945 года. С 1946 года капитан Н. Ф. Карпов — в запасе.
Жил в г. Куйбышеве, где умер 10 сентября 1962 года (по другим данным — 12 сентября). Был похоронен в Куйбышеве, а 7 ноября 2010 года перезахоронен в селе Репьевка.

### Семья
В 1934 году женился на Лепилиной Евдокии Андреевне.
В 1935 году у них родилась дочь Галина, а в 1941 году — дочь Людмила.

## Награды
- Звание Героя Советского Союза присвоено 24 марта 1945 года.
- Награждён орденами Ленина, Красного Знамени, Кутузова 3 степени, Отечественной войны 1 степени, и двумя орденами Красной Звезды, а также медалями.

## Память
- Репьёвской средней школе присвоено имя Героя Советского Союза — Карпова Николая Филлиповича.
- На доме в Куйбышеве, где жил Н. Ф. Карпов, была установлена мемориальная доска (в настоящее время дом не сохранился).
- У Обелиска «30 лет Победы» в Ульяновске есть мемориальная доска с именем Героя.

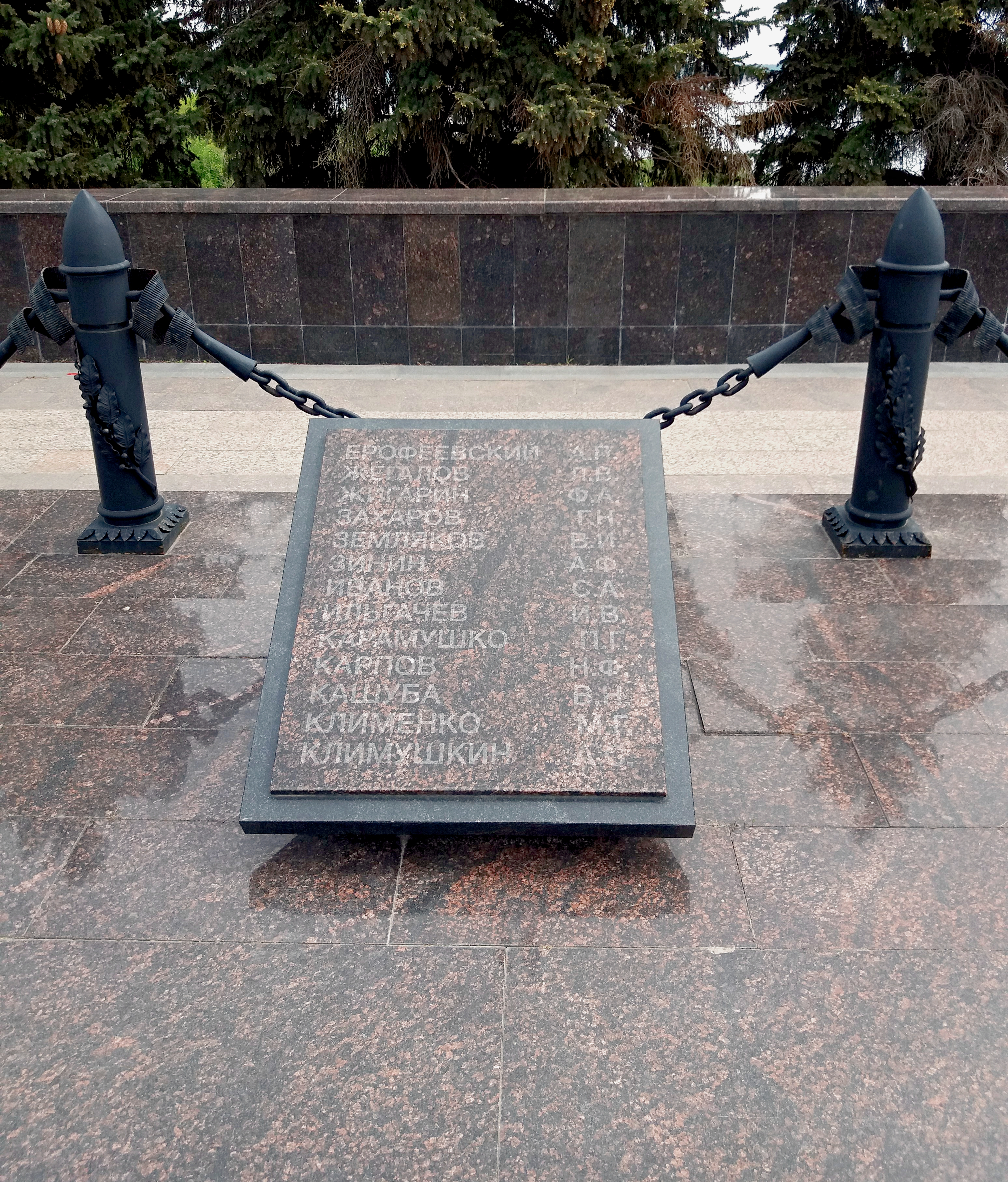
Мемориальная доска с именем Героя.